# مايكل مارتن (فيلسوف)
مايكل ل. مارتن (3 فبراير 1932 – 27 مايو 2015) هو فيلسوف أمريكي وأستاذ فخري بجامعة بوسطن. تحصل على شهادة الدكتوراه من جامعة هارفارد عام 1962م.
مارتن متخصص في فلسفة الدين، على الرغم من أنه عمل أيضاً على فلسفة العلوم الطبيعية والاجتماعية، وفلسفة القانون.

## الإلحاد
يقول مارتن في كتابه «الإلحاد: تبرير فلسفي»: ليس هدفي من الكتاب جعل الإلحاد معتقدًا شائعًا أو حتى الحيلولة دون كونه معتقدًا غير منظور. فهدفي ليس مثاليًّا، هدفي هو مجرد تقديم أسباب جيدة للإلحاد.. غرضي هو أن أُبيّن أن الإلحاد موقف عقلاني وأن الاعتقاد بوجود الله ليس كذلك. إنني أُدرك جيدًا أن المعتقدات الإلحادية ليست قائمة دائماً على المنطق. برأيي هي يجب أن تكون كذلك.
هو مؤلف ومحرر لعدد من الكتب، منها الإلحاد: تبرير فلسفيّ (1989) ، مرافعة ضد المسيحية (1999)، استحالة الإله (2003)، لاحتمالية الإله(2006)، دليل كامبريج إلى الإلحاد(2006). هو أيضاً عضو في هيئة تحرير جورنال فيلو.